# Modinagar
Modinagar ist eine Stadt im indischen Bundesstaat Uttar Pradesh. Die Stadt ist Teil des Distrikt Ghaziabad. Modinagar hat den Status eines Nagar Palika Parishad. Modinagar liegt ca. 1093 km von Uttar Pradeshs Hauptstadt Lucknow entfernt und ist Teil der National Capital Region. Die Stadt ist in 26 Wards (Wahlkreise) gegliedert.
Die moderne Stadt wurde 1933 von Gujarmal Modi gegründet, der hier zusammen mit seinem Bruder Kedar Nath Modi die Firma Modi Enterprises gründete und eine Zuckerrohrmühle errichtete. Die Stadtgründung erfolgte auf dem Gebiet einer deutlich älteren Mogulstadt. Bis 1945 trug Modinagar den Namen Begumabad.

## Demografie
Die Einwohnerzahl der Stadt liegt laut der Volkszählung von 2011 bei 130.325 und die der Agglomeration bei 183.075. Modinagar hat ein Geschlechterverhältnis von 881 Frauen pro 1000 Männer und damit einen für Indien üblichen Männerüberschuss. Die Alphabetisierungsrate lag bei 88,43 % im Jahr 2011 und damit über dem nationalen und regionalen Durchschnitt. Knapp 93 % der Bevölkerung sind Hindus, ca. 3 % sind Muslime und ca. 2 % gehören einer anderen oder keiner Religion an. 13,7 % der Bevölkerung sind Kinder unter 6 Jahren. 13,7 % gehören den Scheduled Castes an.

## Infrastruktur
Der National Highway 58 verbindet die Stadt mit Nordindien. Die Stadt hat einen Bahnhof an der Bahnstrecke von Delhi nach Saharanpur.

## Wirtschaft
In letzter Zeit hat sich die Stadt von einer Industriestadt zu einem wichtigen Bildungszentrum entwickelt. Es gibt viele Colleges und Schulen in der Umgebung.